# Čerpací stanice Vršovické vodárny
Čerpací stanice Vršovické vodárny v Braníku v Praze je vodárna, která stojí mezi ulicemi Vltavanů a Modřanská. Od roku 2002 je chráněna jako nemovitá kulturní památka České republiky.

## Historie
Čerpací stanice byla postavena v letech 1906–1907 podle projektu architekta Jana Kotěry, celý vodovodní systém navrhla a dodala firma Karla Kresse. V letech 1921–1922 se areál podle projektu prof. Hráského rozšířil o další objekty včetně strojovny z důvodu zvýšení výkonu a změněny pohonu z plynového na parní. Pitná voda se čerpala ze studní, poté tekla asi 6 kilometrů do vodojemu na Zelené Lišce v Michli (arch. Jan Kotěra).
Vodárna sloužila do 60. let 20. století. O deset let později zde vznikly tenisové kurty a v obytném objektu klubovna. Technické zařízení se nedochovalo.

### Popis
Fasáda je stejně jako michelská vodárenská věž z červených cihel, které jsou kombinovány se zeleně glazovanými tvarovkami; celá stavba je pak zakončena převýšenými štíty s typickým motivem stupňovitého oblouku. Vysoká okna se segmentovými záklenky mají skla zasazena v geometricky členěných kovových rámech.